# Малруни, Брайан
Ма́ртин Бра́йан Малру́ни (англ. Martin Brian Mulroney; 20 марта 1939[…], Бэ-Комо, Квебек — 29 февраля 2024, Палм-Бич, Флорида) — канадский политик и адвокат, 18-й премьер-министр Канады (с 17 сентября 1984 по 25 июня 1993 года).

## Биография
Родился в семье ирландских эмигрантов, на северо-западе канадской провинции Квебек. Сын рабочего-электрика. Католик по вероисповеданию. Двуязычен, в равной степени владел английским и французским языками, что немаловажно для политической карьеры в Канаде.
По образованию — адвокат.
С 1955 по 1964 год изучал право в университетах Святого Франциска Ксаверия в Антигонише (Новая Шотландия), Далхаузи в Галифаксе и Лаваля в Квебеке. В 1955 году вступил в Прогрессивно-консервативную партию Канады. По окончании университета вначале работал преимущественно по трудовому законодательству.
В 1964—1976 годы — сотрудник, затем партнёр монреальской юридической фирмы «Огилви, Коул энд Портеус».
В 1976—1983 годы — вице-президент, затем президент компании Iron Ore Company of Canada — канадского филиала горнорудной компании «Ханна Майнинг», член совета директоров банка  Canadian Imperial Bank of Commerce и 12 различных компаний.
С июня 1983 года — председатель Прогрессивно-консервативной партии Канады.
В 1983—1984 годах — лидер официальной оппозиции.
С 1983 по 1993 год — депутат Палаты общин федерального парламента Канады.
После победы своей партии на выборах в 1984 году стал премьер-министром Канады. Остался главой правительства после выборов 1988 года.
Работа кабинета Малруни ознаменовалась заключением в 1992 году Договора о свободной торговле с США и Мексикой, что позволило с 1994 года образовать Североамериканскую зону свободной торговли. Большое значение придавало правительство Канады, как одного из индустриально развитых государств, борьбе на международной арене за охрану окружающей среды. Разработанные кабинетом Малруни проекты реформы Конституции Канады (Мичское и Шарлоттаунское соглашения), согласно которым франкоговорящая провинция Квебек должна была укрепить свой автономный статус, были провалены. В Канаде начался промышленный спад. Введение нового налога на добавленную стоимость сделало правительство Малруни непопулярным. Всё это привело к расколу в Прогрессивно-консервативной партии. Малруни объявил о своей отставке в феврале 1993 года и в июне уступил пост премьер-министра Ким Кэмпбелл, но это не смогло предотвратить поражение Прогрессивно-консервативной партии на выборах в октябре 1993 года.
После своей отставки Малруни работал консультантом в различных фирмах и корпорациях.

### Личная жизнь
В 1973 году женился на Милице (Миле) Пивнички (род. 1953), сербке, родившейся в Сараево и эмигрировавшей в Канаду с родителями в возрасте 5 лет. Младший сын четы Малруни родился, когда его отец занимал пост премьер-министра. Старший сын — Бен, известный телеведущий; его жена Джессика — стилист, близкая подруга Меган Маркл. У супругов трое детей — близнецы Брайан и Джон и дочь Айви. Все они участвовали в свадьбе Меган и принца Гарри, при этом сыновья были пажами невесты.

### Болезнь и смерть
Здоровье Малруни ухудшалось в течение нескольких лет, что привело к его смерти. В декабре 2020 года перенёс «экстренную операцию» по неустановленной причине. В апреле 2023 года сообщалось, что Малруни выздоравливал после лечения от рака предстательной железы. Его дочь Кэролайн заявила в августе 2023 года, что здоровье её отца улучшается после лечения от рака в апреле и недавней операции на сердце в августе.
Умер 29 февраля 2024 года в возрасте 84 лет в больнице в Палм-Бич, штат Флорида. Он был госпитализирован в результате падения в своём доме в Палм-Бич. В Монреале запланированы государственные похороны.

## Награды
- Компаньон ордена Канады
- Великий офицер Национального ордена Квебека
- Орден князя Ярослава Мудрого I степени (Украина, 4 декабря 2006) — за выдающуюся личную роль в признании Канадой независимости Украины, весомый вклад в развитие украинско-канадских отношений[16]
- Памятная медаль «13 января» (Литва, 12 февраля 1992)[17]